# Gottlieb Schick

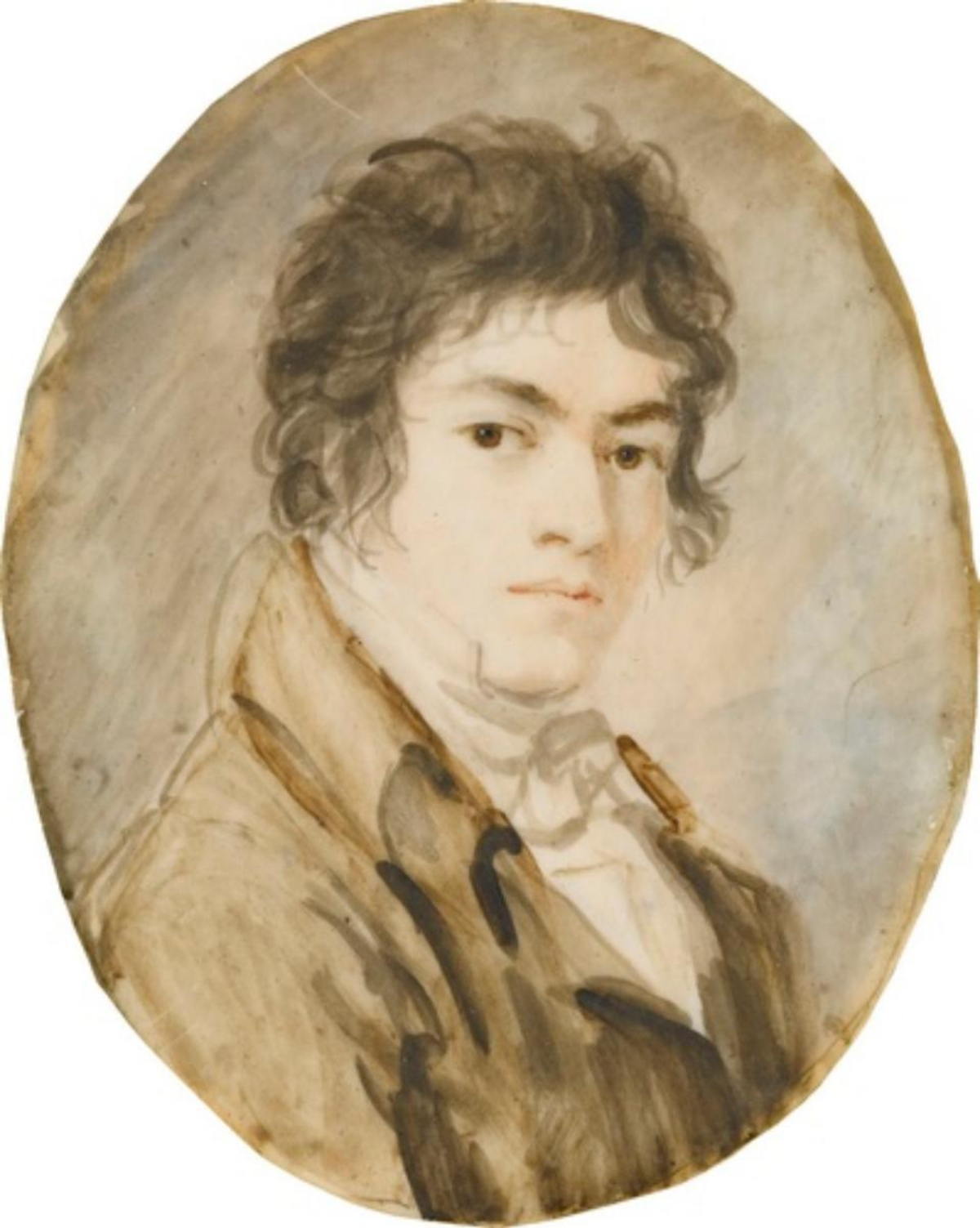
Selbstbildnis im Oval (1800)

Christian Gottlieb Schick (* 15. August 1776 in Stuttgart; † 7. Mai 1812 ebenda) war ein deutscher Maler des Klassizismus.
Seine Historienbilder, Bildnisse und Landschaften waren von romantischen Tendenzen geprägt.
um 

## Leben und Wirken
Sein Studium der Malerei begann er 1787 an der Hohen Karlsschule in Stuttgart als Schüler von Philipp Friedrich von Hetsch, setzte es 1795 bei Johann Heinrich Dannecker fort und beendete es von 1798 bis 1802 im Atelier von Jacques-Louis David. Zwischen 1802 und 1811 hielt er sich in Rom auf, wo seine Malerei romantischen Einflüssen unterlag. Charakteristisch und bekannt sind seine Porträts. Durch seine Ehefrau Emilia (* 1789) wurde er Schwiegersohn des Malers George Augustus Wallis. Verschwägert war er durch die Schwester seiner Frau mit dem Maler Carl Werner.
Der Maler-Diplomat Ernst Zacharias Platner gab 1813 die erste Biografie Schicks heraus, die 2010 nochmals neu aufgelegt wurde.

## Werke

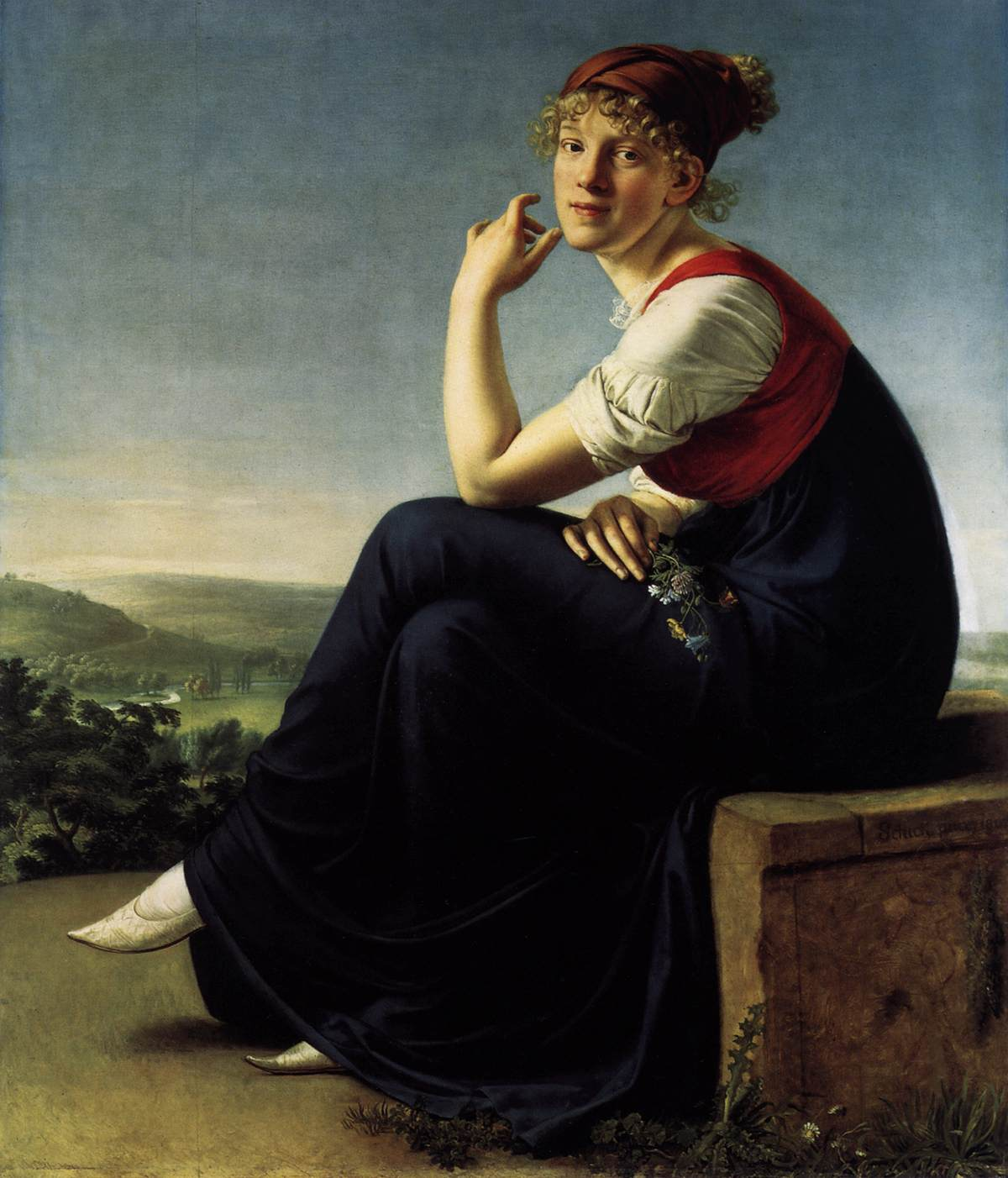
Bildnis der Heinrike Dannecker (1802)
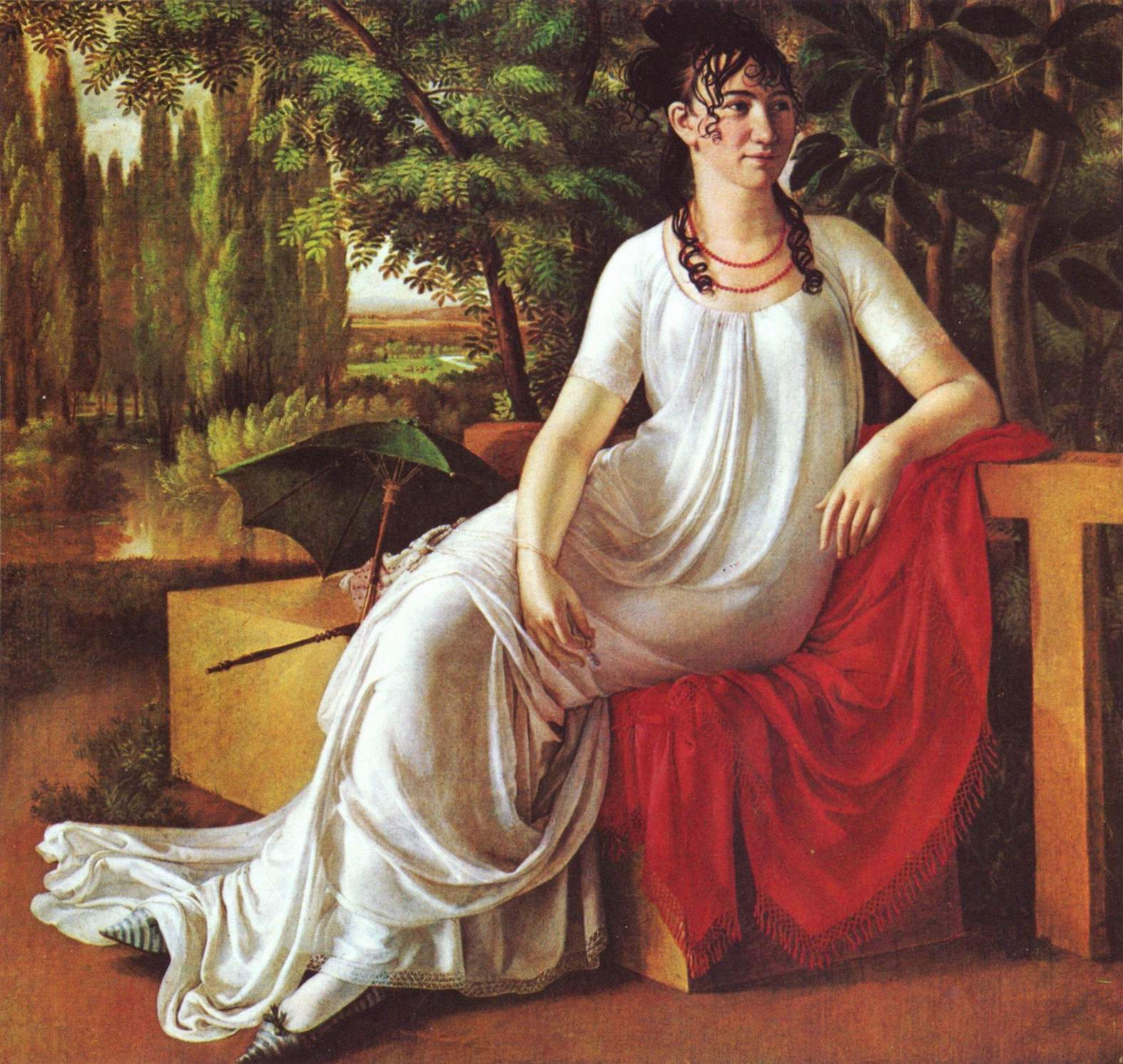
Wilhelmine von Cotta (1802)
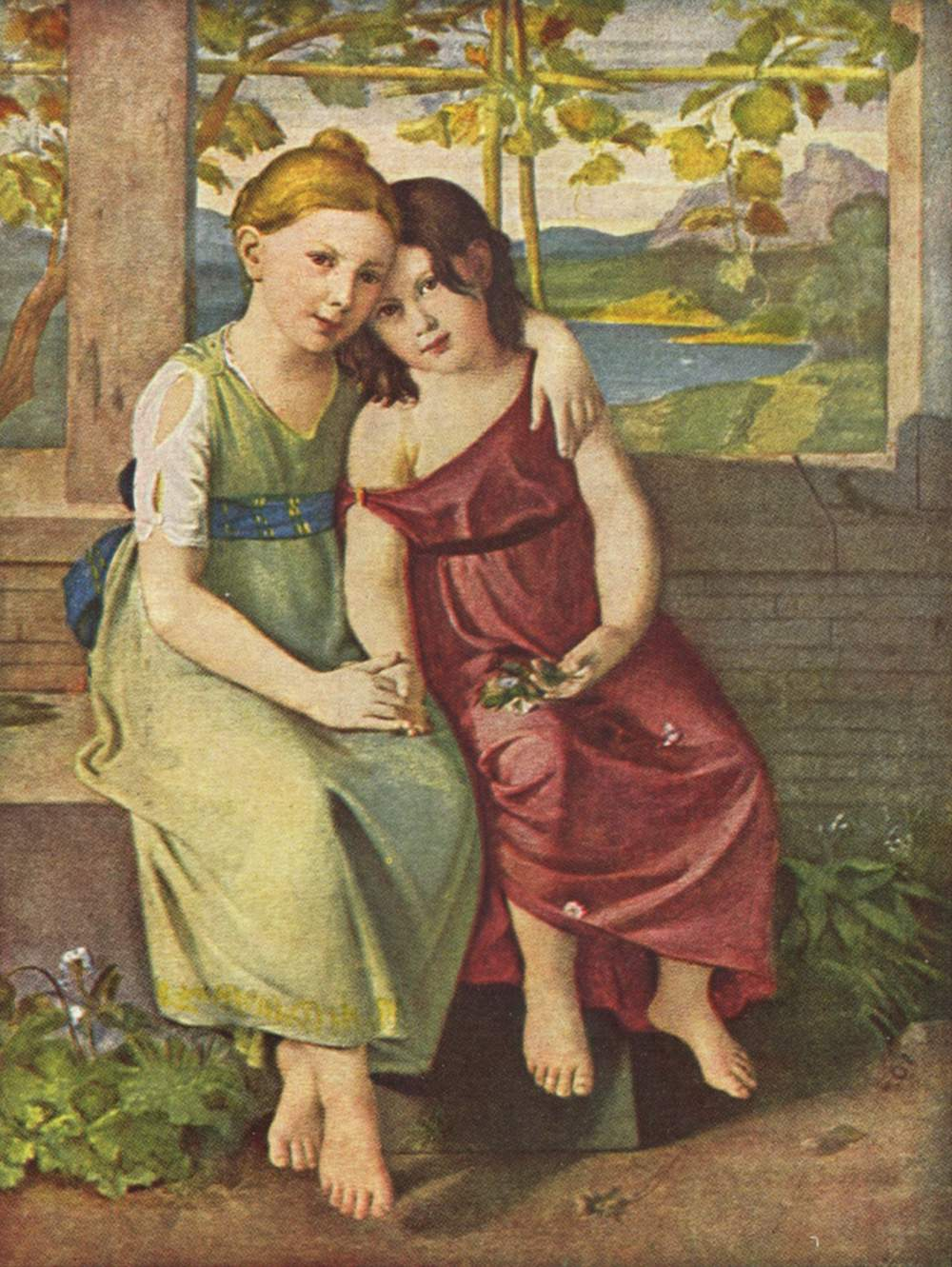
Adelheid und Gabriele von Humboldt (ca. 1800)
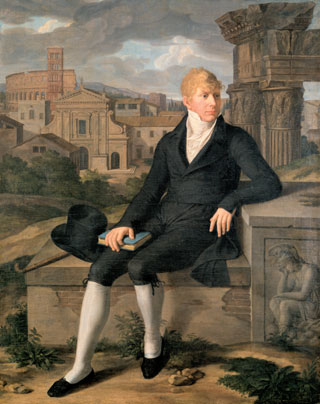
Friedrich IV. von Sachsen-Gotha-Altenburg
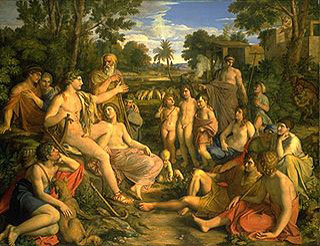
Apollo unter den Hirten (1806/1808)